# Neoramia
Neoramia là một chi nhện trong họ Agelenidae.